# Jeffrey Closser
Pour les articles homonymes, voir Closser.
Jeffrey Darrin Closser (né le 15 janvier 1980 à Beech Grove, Indiana, États-Unis) est un receveur de baseball. Il a joué en Ligue majeure de baseball avec les Rockies du Colorado de 2004 à 2006 et fait maintenant partie des Dodgers de Los Angeles.

## Carrière
JD Closser est drafté en 5e ronde par les Diamondbacks de l'Arizona en 1998. Il évolue plusieurs années en ligues mineures sans percer l'alignement des D-Backs. Ceux-ci l'échangent le 7 janvier 2002. Closser et le voltigeur Jack Cust quittent pour les Rockies du Colorado et le lanceur gaucher Mike Myers prend le chemin de l'Arizona.
Closser dispute sa première partie dans les majeures avec Colorado le 30 juin 2004. À son premier match, il obtient son premier coup sûr au plus haut niveau, aux dépens du lanceur des Brewers de Milwaukee, Ben Sheets. Son premier coup de circuit est réussi le 4 septembre contre Dennis Tankersley des Padres de San Diego. Le receveur termine la saison avec une belle moyenne au bâton de ,319 en 36 parties jouées, un coup de circuit et 10 points produits.
Il passe l'entière saison 2005 dans les majeures, où il partage le poste de receveur des Rockies avec Danny Ardoin, les deux joueurs disputant le même nombre de parties derrière le marbre. Closser connaît cependant peu de succès en offensive, ne frappant que pour ,219. Il établit néanmoins des records personnels de coups sûrs (52), de circuits (7) et de points produits (27) pour une saison unique.
Il frappe sous la ligne de Mendoza dans les quelques parties jouées pour les Rockies en 2006 et est cédé au ballottage en octobre. Les Brewers de Milwaukee retiennent alors ses services. Closser ne joue toutefois pas en ligue majeure avec eux : de 2007 à 2010, il évolue uniquement dans les mineures pour des clubs affiliés aux Brewers, aux Athletics d'Oakland, aux Yankees de New York, aux Padres de San Diego, aux Cubs de Chicago puis aux Dodgers de Los Angeles, une organisation qu'il rejoint en janvier 2010.